# Christian Meyer Ross

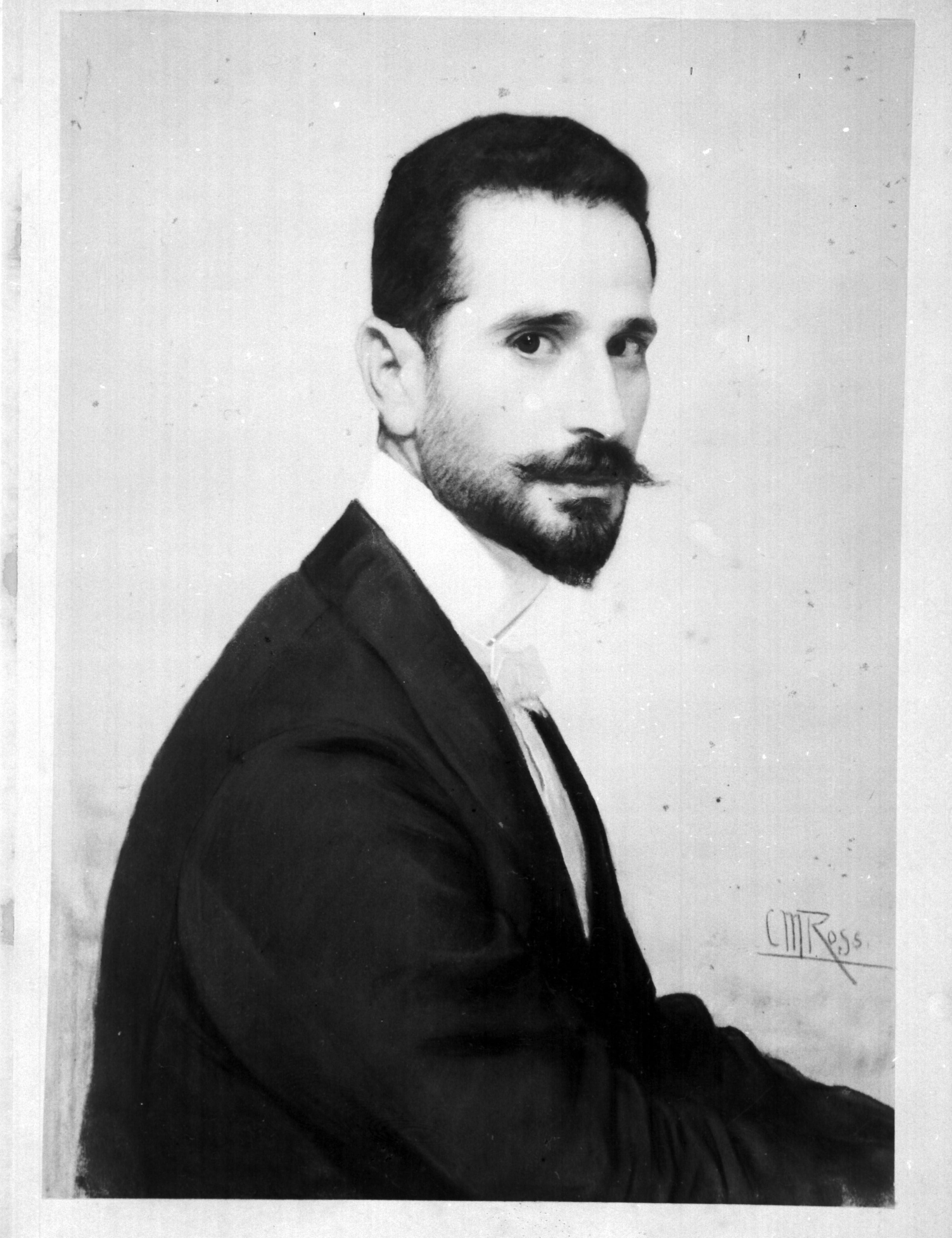
Christian Meyer Ross.

Christian Meyer Ross, född den 2 november 1843 i Flekkefjord, död natten till den 2 januari 1904 i Rom, var en norsk målare.
Ross studerade i Köpenhamn och München. Han målade eleganta genremålningar (Sångerskan, Violinisten), rokokoscener och italienskt folkliv (Morraspelare, Ödledödaren, norska nationalgalleriet) och porträtt (Jonas Lie med fru, 1892, norska nationalgalleriet). Ross var sedan 1879 bosatt i Rom och var under lång tid en av medelpunkterna i den skandinaviska kolonin där.